# Phùng Mạc Phong
Phùng Mạc Phong (giản thể: 冯默风; phồn thể: 馮默風) là nhân vật phụ trong tiểu thuyết kiếm hiệp Thần điêu hiệp lữ của nhà văn Kim Dung. Ông là một trong sáu đại đệ tử của Đông Tà Hoàng Dược Sư, bên cạnh Khúc Linh Phong, Lục Thừa Phong, Vũ Thiên Phong, Trần Huyền Phong và Mai Siêu Phong. Sau khi Mai Siêu Phong và Trần Huyền Phong đánh cắp Cửu Âm Chân Kinh và bỏ trốn khỏi đảo Đào Hoa, ông và các đệ tử còn lại bị sư phụ đánh gãy chân và đuổi ra khỏi đảo. Sau đó, ông không hề xuất hiện trong tiểu thuyết Anh hùng xạ điêu. Đến bộ Thần điêu hiệp lữ, Phùng Mạc Phong đang là thợ rèn binh khí cho một doanh trại quân đội. Tại đây, ông đã gặp Dương Quá, Trình Anh, Lục Vô Song, cô ngốc họ Khúc và đụng độ Lý Mạc Sầu. Lý Mạc Sầu lên tiếng chê bai võ công của đảo Đào Hoa nên Phùng Mạc Phong đã đối chất với Lý Mạc Sầu. Ông nêu ra những ưu điểm của các đại đệ tử đảo Đào Hoa còn Lý Mạc Sầu nêu ra những khuyết điểm của họ và tiếp tục tỏ ý chê bai. Sau cùng, Dương Quá đã khích Phùng Mạc Phong đánh nhau với Lý Mạc Sầu bằng cách bịa ra chuyện Lý Mạc Sầu nói xấu Hoàng Dược Sư, vị sư phụ mà ông luôn kính trọng. Nổi giận đùng đùng, Phùng Mạc Phong đã giao đấu và đánh đuổi Lý Mạc Sầu.
Sau đó, Phùng Mạc Phong đã trà trộn vào doanh trại của quân Mông Cổ. Lần cuối cùng ông xuất hiện trong bộ Thần điêu hiệp lữ là khi Quách Tĩnh và Dương Quá đến doanh trại quân Mông Cổ để cứu hai anh em Võ Tu Văn và Võ Đôn Nho rồi bị quân Mông Cổ vây đánh. Quách Tĩnh và Dương Quá không thể chống chọi, đến lúc sắp sửa bị giết thì Phùng Mạc Phong xông ra can thiệp, chấp nhận hy sinh để hai người chạy thoát.